# Probbach
Probbach ist ein Ortsteil der Gemeinde Mengerskirchen im mittelhessischen Landkreis Limburg-Weilburg.

## Geographie
Probbach liegt im südlichen Westerwald, etwa 20 Kilometer nordöstlich von Limburg an der Lahn, 11 Kilometer nordwestlich von Weilburg und 4 Kilometer südöstlich vom Kernort Mengerskirchen in Hessen an der Landesstraße 3281.
Die angrenzenden Orte sind, von Norden beginnend, im Uhrzeigersinn: Dillhausen (Gemeinde Mengerskirchen), Niedershausen (Gemeinde Löhnberg), Barig-Selbenhausen (Gemeinde Merenberg) und Winkels (Gemeinde Mengerskirchen).
Das Dorf liegt in die Basalthügel der südlichen Abdachung des Westerwaldes eingebettet. Es schmiegt sich an den sanften Südhang des Basaltkegels „Hermannsberg“.
Probbach ist ringsum von Laub- und Mischwald umgeben, an den Hängen von „Hermannsberg“ und „Stein“ wachsen zahlreichen Baum- und Straucharten.

## Geschichte

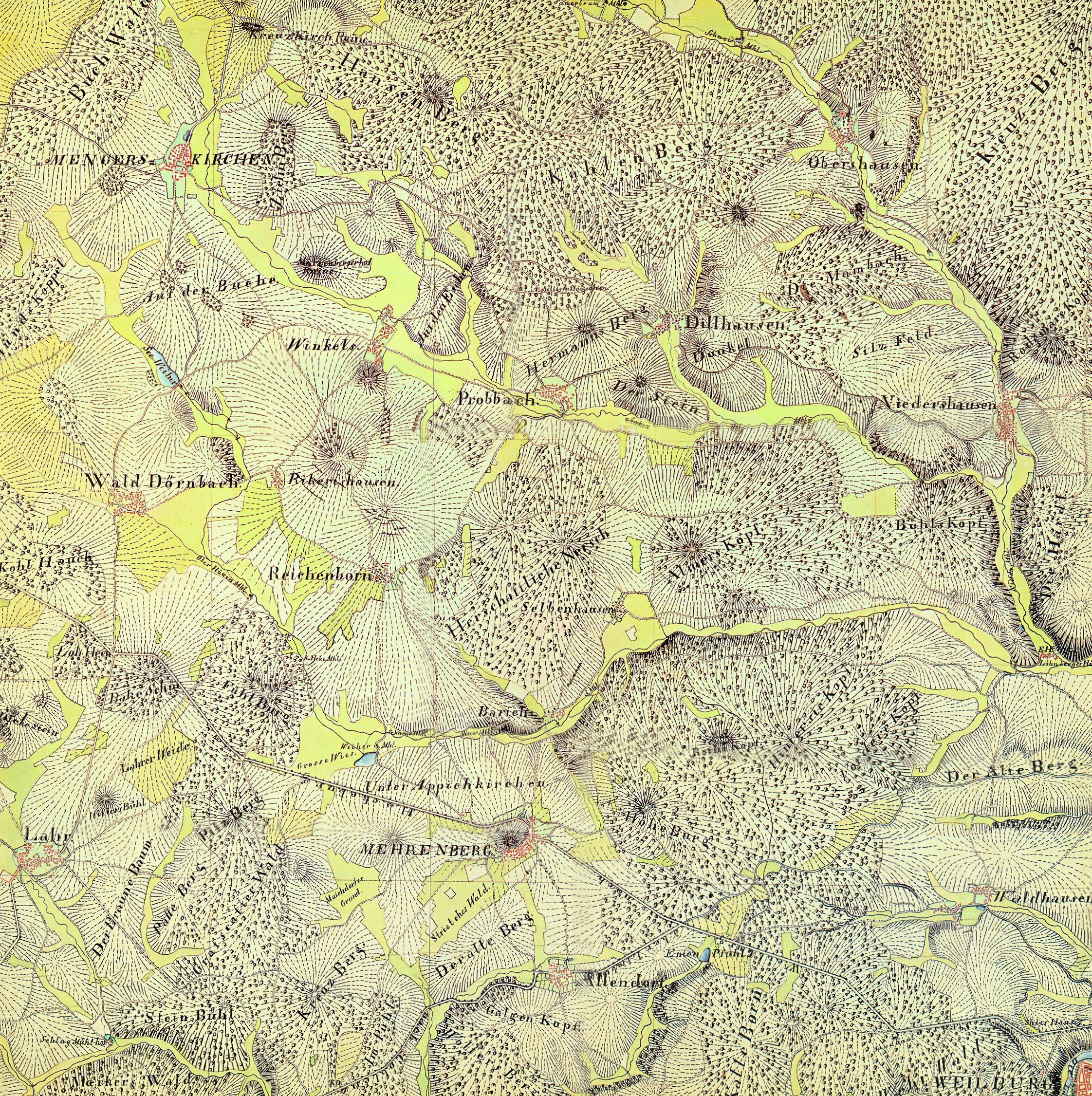
Die Karte der Topographische Aufnahme der Rheinlande, auf der Probbach verzeichnet ist

### Ortsgeschichte
Die älteste bekannte schriftliche Erwähnung von Probbach erfolgte unter dem Namen Brachbach im Jahr 1299 in einer Urkunde der Stadt Wetzlar.

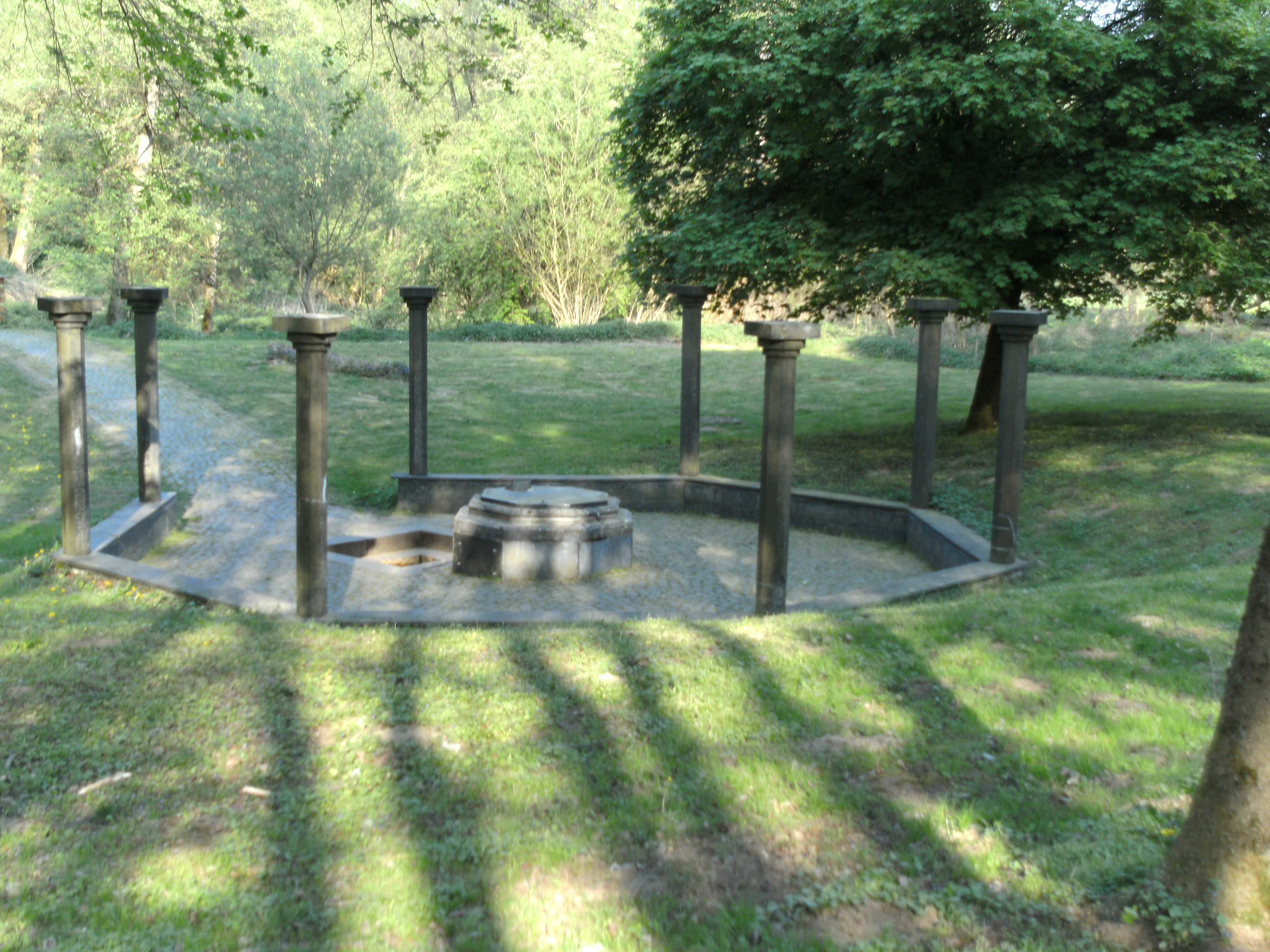
Sauerborn

Etwa 500 Meter östlich der Ortslage liegt der Mineralbrunnen „Sauerborn“. Die älteste urkundliche Erwähnung als Heilquelle stammt aus dem Jahr 1459. Die Verwendung des „Sauerborns“ war zu dieser Zeit auf den Eigenbedarf und den der umliegenden Orte beschränkt. Das änderte sich, als Probbach 1717 in den Besitz des Fürsten von Nassau-Dillenburg kam. Der Fürst beabsichtigte, Probbach zu einem Kurort zu entwickeln und die Quelle in Wettbewerb mit Bad Schwalbach treten zu lassen. Eine erste Karte mit der Anschrift des Dorfes „Brabacher Heilquelle“ datiert aus dem Jahr 1721. Der Brunnen wurde in Marmor gefasst und mit einem achteckigen Platz umgeben. Von der vielseitigen Heilwirkung schrieb Professor Theodor Philipp Schacht in seiner Brunnenschrift: „Der Probbacher Sauerbrunnen hilft u. a. bei periodischem Kopfdruck, Herzklopfen, Asthma, Husten und Gelbsucht. Das Heilwasser ist auch wirksam bei Krankheiten der Leber, Milz und der Drüsen. Am schlechtesten sind die auf ihre Gesundheit bedacht, die hastig und stürmisch trinken.“
Hauptabnehmer waren zu dieser Zeit die Städte Wetzlar und Weilburg. Der Vertrieb wurde jedoch nach und nach eingestellt, da der Brunnen mengenmäßig nicht ergiebig genug war. Heute wird der Sauerborn vor allem in den Sommermonaten gern genutzt. Die Besucher kommen, um das gesunde Mineralwasser entweder an Ort und Stelle zu trinken oder es in Flaschen gefüllt mit nach Hause zu nehmen.

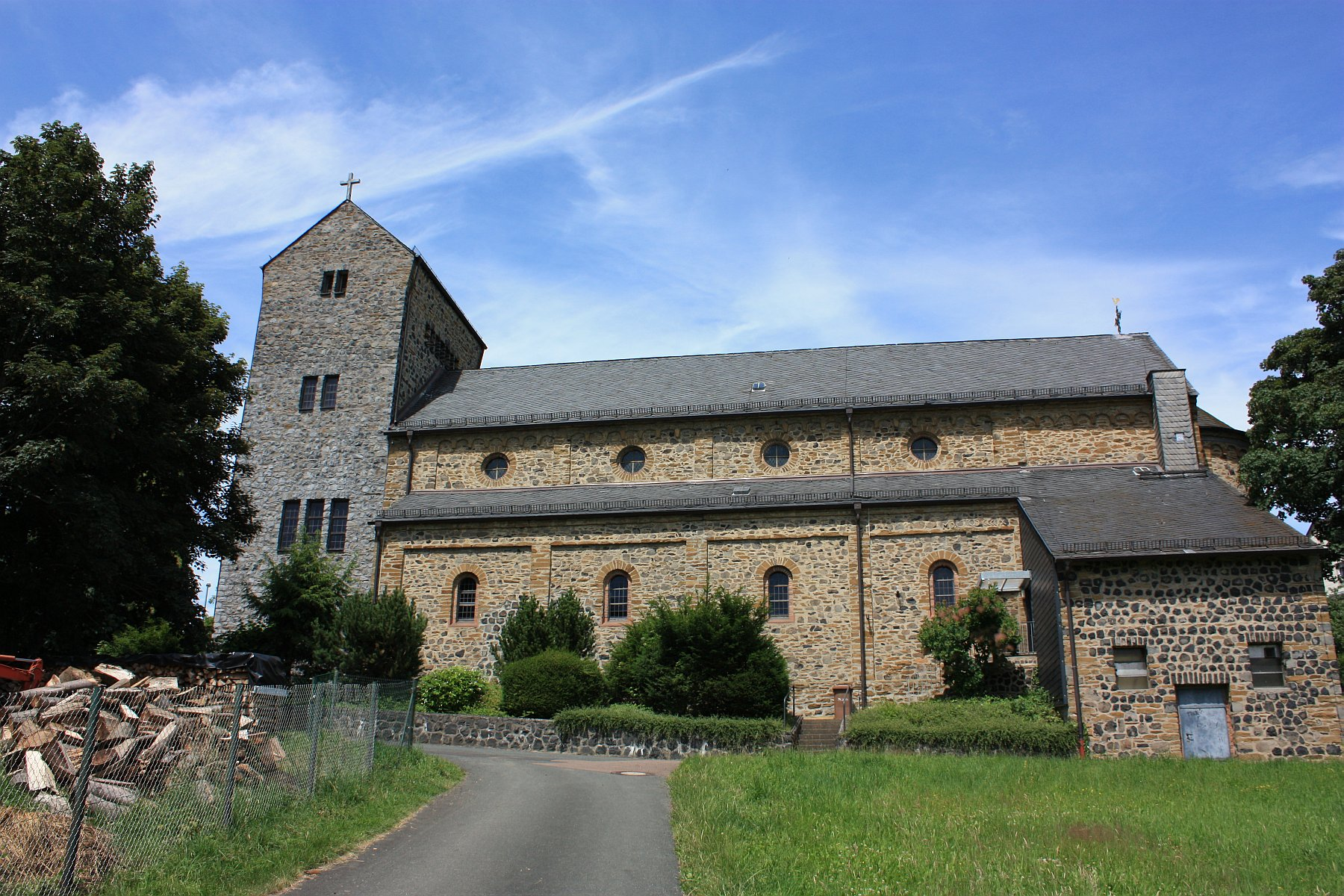
Kirche St. Michael

Die St.-Michaelis-Kirche wurde 1873 aus heimischem Material (Basalt, Lungstein und Klinker) im neuromanischen Stil erbaut. Der westwerkartige Eingangsturm ist eine zeittypische Ergänzung von 1951 (Vorderseite der Kirche war baufällig geworden). Die 1901–1903 unter der Leitung des Malers Heinerich Sebastian angelegte reiche ornamentale und figürliche Innenausstattung im Stil des Jugendstils, ist neben den neben zahlreichen Darstellungen von Symbolen (u. a. 7 Sakramente, 4 Evangelisten, Opfer des Melchisedech und Messopfer) und Ereignissen aus der biblischen Geschichte (u. a. Geburt Jesu, Kreuzestod) auch eine Madonna mit Kind aus dem 15. Jahrhundert sehenswert, ebenso das Rundbild der Trinität aus der alten Kapelle (18. Jh.). Im Jahr 1977 wurde die Kirche umfassend renoviert. In den 1950er Jahren bei einer Renovierung teilweise überstrichene Ornamente wurden hierbei wieder freigelegt.

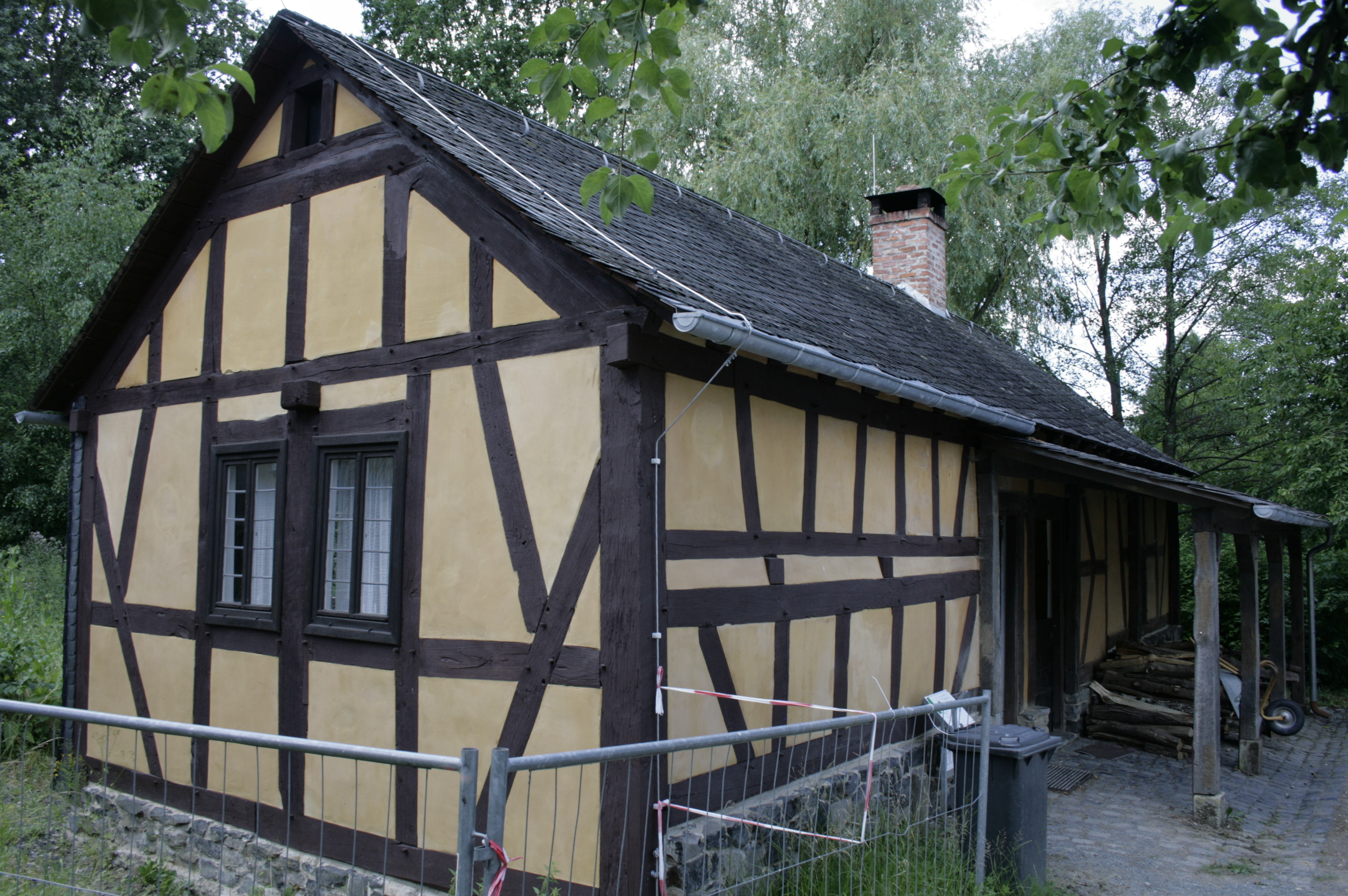
Gemeindebackhaus und Armenhaus aus Probbach, Ende des 18. Jahrhunderts erbaut; heute im Freilichtmuseum Hessenpark

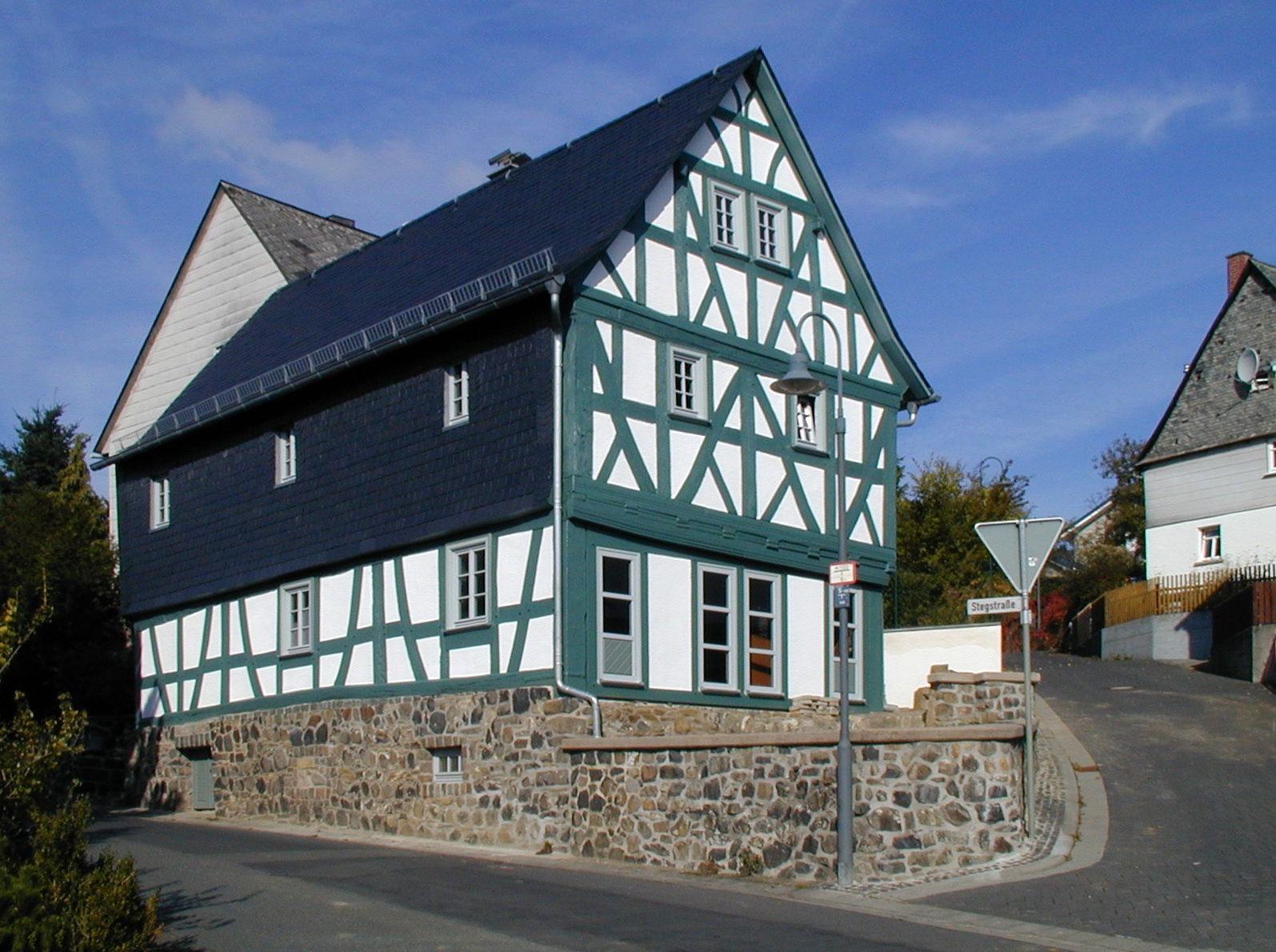
Vikariehaus (Alte Schule) in Probbach, 2003

Das Vikariehaus in Probbach wurde durch eine Sammelaktion mit fürstlicher Bettellizenz finanziert und 1698 erbaut. Es diente als Schulhaus, Wohnhaus des Vikars und Lehrerwohnhaus.
Über Jahrhunderte war es das größte und schönste (Fachwerk-)Haus im Dorf. Im 20. Jahrhundert verlor es an Bedeutung, es blieb aber bis zum Jahr 1970 Amtssitz des Bürgermeisters. Ab 2002 wurde es aufwändig saniert und ist heute Sitz der Alois-Becker-Bibliothek, der Lesebibliothek für Heimatkunde und des Historischen Archivs des Marktfleckens Mengerskirchen. Es gibt ein Ausstellungsräume für Kunst, Sitzungszimmer für Vereine und politische Gremien, sowie Platz für Familienfeiern.

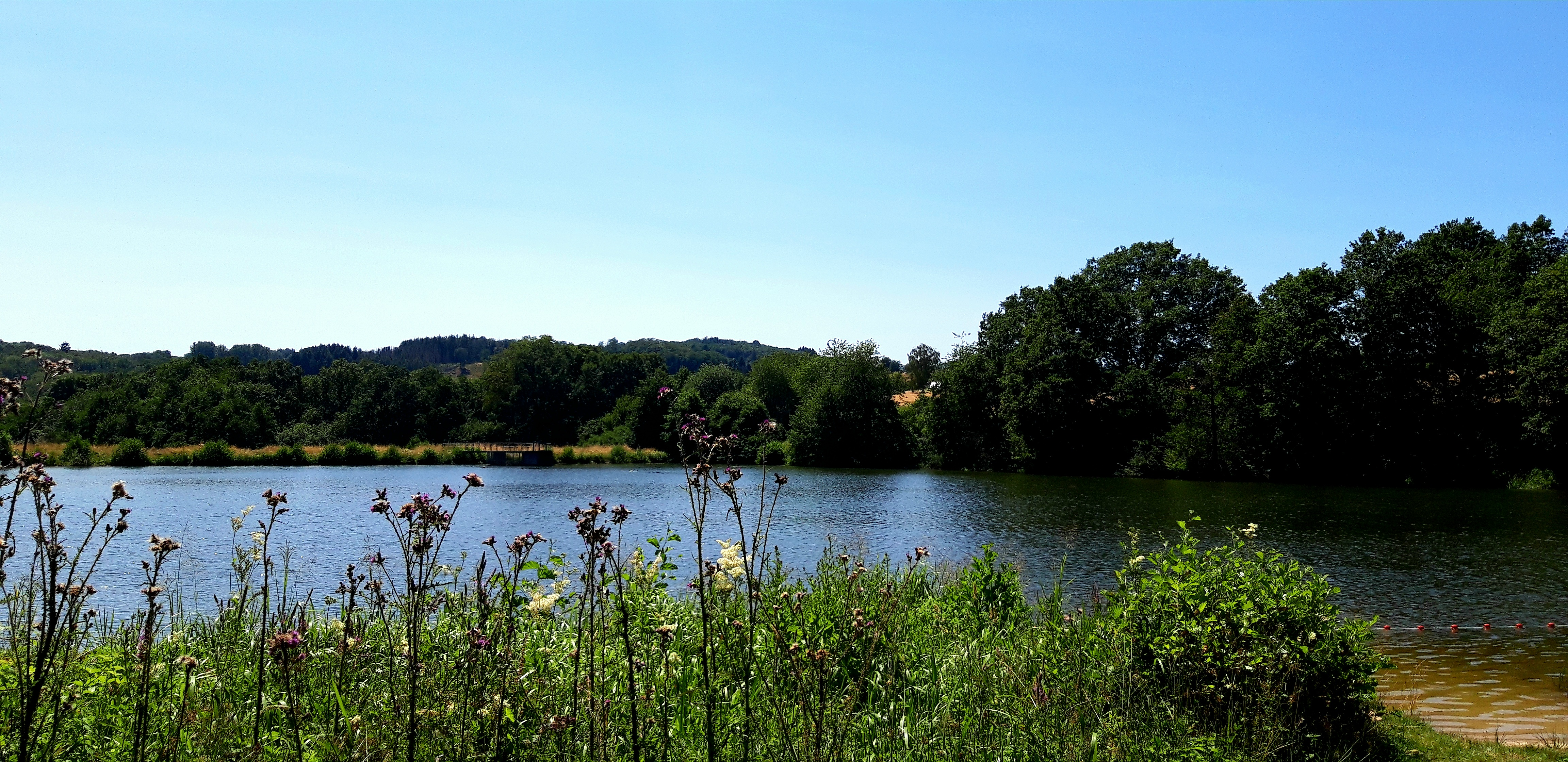
Waldsee bei Probbach, Juli 2023

In den 1960er Jahren entstand am Hermannsberg ein Wochenendbaugebiet. Die Ausweisung von neuen Wohngebieten außerhalb des alten Ortskerns hat sich in den zurückliegenden Jahrzehnten so stark entwickelt, dass ein nahtloser Übergang des inzwischen umgezonten Wochenendgebietes in das Wohngebiet erreicht ist.
Die alte Volksschule wurde 1980 – nach der Verlegung der Grundschule nach Mengerskirchen – zum Bürgerhaus umgebaut; im Erdgeschoss befinden sich ein Jugendraum und eine Außenstelle der Gemeindeverwaltung Mengerskirchen. Im Oktober 1975 wurde der „Waldsee“ zwischen Probbach und Winkels fertiggestellt. Er war zunächst geplant worden als „Regenrückhaltemaßnahme“ des Faulbachs (bei Hochwasser hatte der Faulbach oft die Häuser am Bach überschwemmt). Von Wald umsäumt, wird der See von vielen als ein idyllischer Ort für Erholung (Schwimmbad) und Freizeit (u. a. Angelmöglichkeiten) geschätzt.
Hessische Gebietsreform (1970–1977)
Im Zuge der Gebietsreform in Hessen fusionierten zum 31. Dezember 1970 die bis dahin selbstständigen Gemeinden Dillhausen, Mengerskirchen, Probbach, Waldernbach und Winkels im Oberlahnkreis freiwillig zu einer Gemeinde mit dem Namen „Mengerskirchen“. Die Kommune gehörte zum Oberlahnkreis, bis am 1. April 1974 der Landkreis Limburg-Weilburg gegründet wurde, in dem der Oberlahnkreis aufging.
Sitz der Gemeindeverwaltung wurde der Ortsteil Mengerskirchen.
Für alle ehemals eigenständigen Gemeinden von Mengerskirchen wurde je ein Ortsbezirk mit Ortsbeirat und Ortsvorsteher nach der Hessischen Gemeindeordnung gebildet.

### Verwaltungsgeschichte im Überblick
Die folgende Liste zeigt die Staaten bzw. Herrschaftsgebiete und deren untergeordnete Verwaltungseinheiten, in denen Probbach lag:
- vor 1711: Heiliges Römisches Reich, Fürstentum Hadamar, Amt Mengerskirchen
- ab 1711: Heiliges Römisches Reich, Fürstentum Hadamar als Teil des Fürstentums Nassau-Oranien, Amt Mengerskirchen
- 1806–1813: Großherzogtum Berg, Département Sieg, Arrondissement Dillenburg, Kanton Driedorf
- 1813–1815: Fürstentum Nassau-Oranien, Amt Mengerskirchen
- ab 1816: Herzogtum Nassau, Amt Weilburg
- ab 1849: Herzogtum Nassau, Kreisamt Hadamar
- ab 1854: Deutscher Bund, Herzogtum Nassau, Amt Weilburg
- ab 1867: Norddeutscher Bund[Anm. 1]Königreich Preußen, Provinz Hessen-Nassau, Regierungsbezirk Wiesbaden, Oberlahnkreis
- ab 1871: Deutsches Reich, Königreich Preußen, Provinz Hessen-Nassau, Regierungsbezirk Wiesbaden, Oberlahnkreis
- ab 1918: Deutsches Reich, Freistaat Preußen, Provinz Hessen-Nassau, Regierungsbezirk Wiesbaden, Oberlahnkreis
- ab 1944: Deutsches Reich, Freistaat Preußen, Provinz Nassau, Oberlahnkreis
- ab 1945: Amerikanische Besatzungszone, Groß-Hessen, Regierungsbezirk Wiesbaden, Oberlahnkreis
- ab 1946: Amerikanische Besatzungszone, Land Hessen, Regierungsbezirk Wiesbaden, Oberlahnkreis
- ab 1949: Bundesrepublik Deutschland, Land Hessen, Regierungsbezirk Wiesbaden, Oberlahnkreis
- ab 1968: Bundesrepublik Deutschland, Land Hessen, Regierungsbezirk Darmstadt, Oberlahnkreis
- ab 1971: Bundesrepublik Deutschland, Land Hessen, Regierungsbezirk Darmstadt, Oberlahnkreis, Gemeinde Mengerskirchen[Anm. 2]
- ab 1974: Bundesrepublik Deutschland, Land Hessen, Regierungsbezirk Darmstadt, Landkreis Limburg-Weilburg, Gemeinde Mengerskirchen
- ab 1981: Bundesrepublik Deutschland, Land Hessen, Regierungsbezirk Gießen, Landkreis Limburg-Weilburg, Gemeinde Mengerskirchen

### Bevölkerung
Einwohnerentwicklung
| Probbach: Einwohnerzahlen von 1834 bis 2020 | Probbach: Einwohnerzahlen von 1834 bis 2020 | Probbach: Einwohnerzahlen von 1834 bis 2020 | Probbach: Einwohnerzahlen von 1834 bis 2020 | Probbach: Einwohnerzahlen von 1834 bis 2020 |
| --- | ------------------------------------------- | ------------------------------------------- | ------------------------------------------- | ------------------------------------------- |
| Jahr |                                             |                                             |                                             | Einwohner                                   |
| 1834 | 1834                                        |                                             | 464                                         | 464                                         |
| 1840 | 1840                                        |                                             | 502                                         | 502                                         |
| 1846 | 1846                                        |                                             | 505                                         | 505                                         |
| 1852 | 1852                                        |                                             | 491                                         | 491                                         |
| 1858 | 1858                                        |                                             | 501                                         | 501                                         |
| 1864 | 1864                                        |                                             | 492                                         | 492                                         |
| 1871 | 1871                                        |                                             | 392                                         | 392                                         |
| 1875 | 1875                                        |                                             | 346                                         | 346                                         |
| 1885 | 1885                                        |                                             | 354                                         | 354                                         |
| 1895 | 1895                                        |                                             | 374                                         | 374                                         |
| 1905 | 1905                                        |                                             | 334                                         | 334                                         |
| 1910 | 1910                                        |                                             | 345                                         | 345                                         |
| 1925 | 1925                                        |                                             | 412                                         | 412                                         |
| 1939 | 1939                                        |                                             | 431                                         | 431                                         |
| 1946 | 1946                                        |                                             | 511                                         | 511                                         |
| 1950 | 1950                                        |                                             | 510                                         | 510                                         |
| 1956 | 1956                                        |                                             | 481                                         | 481                                         |
| 1961 | 1961                                        |                                             | 476                                         | 476                                         |
| 1967 | 1967                                        |                                             | 529                                         | 529                                         |
| 1970 | 1970                                        |                                             | 485                                         | 485                                         |
| 1980 | 1980                                        |                                             | ?                                           | ?                                           |
| 1990 | 1990                                        |                                             | ?                                           | ?                                           |
| 2000 | 2000                                        |                                             | 545                                         | 545                                         |
| 2004 | 2004                                        |                                             | 568                                         | 568                                         |
| 2008 | 2008                                        |                                             | 624                                         | 624                                         |
| 2011 | 2011                                        |                                             | 555                                         | 555                                         |
| 2016 | 2016                                        |                                             | 615                                         | 615                                         |
| 2020 | 2020                                        |                                             | 552                                         | 552                                         |
| Datenquelle: Historisches Gemeindeverzeichnis für Hessen: Die Bevölkerung der Gemeinden 1834 bis 1967. Wiesbaden: Hessisches Statistisches Landesamt, 1968. Weitere Quellen: LAGIS; Gemeinde Mengerskirchen; Zensus 2011 |                                             |                                             |                                             |                                             |

Einwohnerstruktur 2011
Nach den Erhebungen des Zensus 2011 lebten am Stichtag dem 9. Mai 2011 in Probbach 555 Einwohner. Darunter waren 21 (3,8 %) Ausländer.
Nach dem Lebensalter waren 111 Einwohner unter 18 Jahren, 222 zwischen 18 und 49, 108 zwischen 50 und 64 und 114 Einwohner waren älter.
Die Einwohner lebten in 225 Haushalten. Davon waren 54 Singlehaushalte, 63 Paare ohne Kinder und 81 Paare mit Kindern, sowie 21 Alleinerziehende und 6 Wohngemeinschaften. In 48 Haushalten lebten ausschließlich Senioren und in 138 Haushaltungen lebten keine Senioren.
Religionszugehörigkeit
| • 1885: | 7 evangelische (= 1,98 %), 347 katholische (= 98,02 %) Einwohner |
| • 1961: | 9 evangelische (= 1,89 %), 466 katholische (= 97,90 %) Einwohner |

## Kulturdenkmäler
Siehe auch: Liste der Kulturdenkmäler in Probbach
- Alte Schule (Probbach)
- St. Michael (Probbach)

## Vereine
Vereine auf Ortsebene:
- Frauengemeinschaft Probbach
- Freiwillige Feuerwehr Probbach e. V. seit 1934 (einschl. Jugendfeuerwehr, seit 1. April 1984)
- Gesangverein St. Cäcilia Probbach
- Jugend- und Burschenschaft e. V. Probbach
- Seniorengemeinschaft 60+ Probbach
- Sportverein Probbach
- Bogenschießen Probbach
- VdK-Ortsverband Probbach
- Förderkreis Vikariehaus Probbach e. V.
- Vogel- und Naturschutz – staatl. Vogelschutzwarte FFM

## Infrastruktur
Seit dem Jahr 1934 sorgt die Freiwillige Feuerwehr Probbach (ab 1. April 1984 mit Jugendfeuerwehr) für den abwehrenden Brandschutz und die allgemeine Hilfe in diesem Ort. Es bestehen das Bürgerhaus „Alte Schule“ in der Dillhäuser Straße, der Sportplatz, ein Kinderspielplatz, Rad- und Wanderwege sowie Freizeitmöglichkeiten am Waldsee.